# Фігурне катання на зимових Олімпійських іграх 1980 - одиночне катання (жінки)
Змагання з одиночного фігурного катання серед жінок на зимових Олімпійських іграх 1980, які пройшли 20, 21 та 23 лютого в Лейк-Плесід (США) на штучній ковзанці Олімпійської арени.

## Медалісти
| Золото      | Срібло         | Бронза      |
| Аннет Пьотч | Лінда Фратіані | Дагмар Лурц |

## Результати
| Місце | Ім'я                     | Країна            | CF | FS | Бали | Сума балів | Сума місць |
| ----- | ------------------------ | ----------------- | -- | -- | ---- | ---------- | ---------- |
| 1     | Аннет Пьотч              | НДР               | 1  | 4  | 3    | 189.00     | 11         |
| 2     | Лінда Фратіані           | США               | 3  | 1  | 2    | 188.30     | 16         |
| 3     | Дагмар Лурц              | Західна Німеччина | 2  | 5  | 6    | 183.04     | 28         |
| 4     | Денізе Більманн          | Швейцарія         | 12 | 2  | 1    | 180.06     | 43         |
| 5     | Лайза-Марі Аллен         | США               | 8  | 3  | 4    | 179.42     | 45         |
| 6     | Емі Ватанабе             | Японія            | 4  | 8  | 5    | 179.04     | 48         |
| 7     | Клавдія Крістофіч-Біндер | Австрія           | 5  | 7  | 9    | 176.88     | 60         |
| 8     | Сусанна Дріано           | Італія            | 6  | 14 | 10   | 172.82     | 77         |
| 9     | Сенди Ленц               | США               | 11 | 6  | 7    | 172.74     | 82         |
| 10    | Крістіна Вегеліус        | Фінляндія         | 7  | 11 | 12   | 172.04     | 87         |
| 11    | Санда Дубравчіч          | Югославія         | 13 | 10 | 8    | 170.30     | 100        |
| 12    | Каріна Річардсон         | Велика Британія   | 10 | 9  | 14   | 168.94     | 109        |
| 13    | Карін Рідігер            | Західна Німеччина | 15 | 13 | 11   | 166.32     | 120        |
| 14    | Даніель Рідер            | Швейцарія         | 9  | 15 | 16   | 165.46     | 125        |
| 15    | Хізер Кемкаран           | Канада            | 16 | 12 | 15   | 164.64     | 128        |
| 16    | Кіра Іванова             | СРСР              | 18 | 16 | 13   | 161.54     | 144        |
| 17    | Сюзан Броман             | Фінляндія         | 14 | 17 | 17   | 157.54     | 152        |
| 18    | Крістіна Рігель          | Західна Німеччина | 17 | 19 | 18   | 149.50     | 162        |
| 19    | Франка Бьянконі          | Італія            | 19 | 18 | 19   | 144.82     | 134        |
| 20    | Чін Ха Сук               | Південна Корея    | 20 | 22 | 22   | 128.18     | 134        |
| 21    | Глорія Мас               | Іспанія           | 21 | 20 | 21   | 126.56     | 190        |
| 22    | Бао Цзенгу               | Китай             | 22 | 21 | 20   | 126.96     | 191        |